# ヴィクター・メア
ヴィクター・ヘンリー・メア（Victor Henry Mair、1943年3月25日 - ）は、アメリカ合衆国の中国学者。
中国名は梅維恒（Méi Wéihéng）。中国の俗文学や東西文化の伝搬に関する研究で知られる。

## 生涯
1965年にダートマス大学を卒業した後に2年間平和部隊としてネパールで働いた。1967年秋に米国に戻り、ワシントン大学でインド・中国・日本の仏教、チベット語、サンスクリットを学んだ。1968年から1972年まで渡英して東洋アフリカ研究学院でサンスクリットを研究した。
1976年に敦煌変文の研究でハーバード大学の博士の学位を取得した後、同大学で教えた。1979年にペンシルベニア大学に移った。1984年に東洋アフリカ研究学院の修士の学位を得た。
メアは1986年に中国と中央アジアの文化的関係に関するモノグラフ『Sino-Platonic Papers』を創刊した。2006年以降はオンラインで公開されている。
『Sino-Platonic Papers』の第1号でメアはピンイン順の辞典を作ることを提案した。メアはジョン・デフランシスらと協力して「ABC (=Alphabetically Based Computerized) Chinese Dictionary」シリーズとして結実した。

## 主な著作
メアは非常に多くの分野にわたる著書・論文を発表している。
- Painting and Performance: Chinese Picture Recitation and Its Indian Genesis. University of Hawaii Press. (1988). ISBN 9780824819156
- T'ang Transformation Texts: A Study of the Buddhist Contribution to the Rise of Vernacular Fiction and Drama in China. Harvard University Press. (1989). ISBN 9780674868151

敦煌変文の研究。
- Mair, Victor H; Mei, Tsu-lin (1991). “The Sanskrit Origins of Recent Style Prosody”. Harvard Journal of Asiatic Studies 51 (2):  375-470.

梅祖麟と共著。平仄がサンスクリット詩の韻律に起源を持つという説。
- “West Eurasian and North African Influences on the Origins of Chinese Writing”. Eastern Asia: Literature and Humanities. Contacts Between Cultures. 3. Edwin Mellen Press. (1992)

1990年の国際会議で発表。干支の起源がフェニキア文字であるとした。
- Mair, Victor H, ed (1998). The Bronze Age and Early Iron Age peoples of eastern Central Asia. Washington, D.C: The Institute for the Study of Man. ISBN 9780941694667

1996年に行われた青銅器・鉄器時代に関する国際会議の発表をまとめたもの(2冊)。
- Mallory, J.P; Mair, Victor H (2000). The Tarim Mummies: Ancient China and the Mystery of the Earliest Peoples from the West. Thames & Hudson. ISBN 9780500051016

楼蘭の美女（新疆のミイラ）がコーカソイドであるとした。
- Contact and Exchange in the Ancient World. University of Hawaii Press. (2005)
- Mair, Victor H; Hoh, Erling (2009). The True History of Tea. Thames & Hudson. ISBN 9780500251461

忠平美幸 訳『お茶の歴史』河出書房新社、2010年。ISBN 4309225322。
- Dexter, Miriam Robbins; Mair, Victor H (2010). Sacred Display: Divine and Magical Female Figures of Eurasia. Cambria Press. ISBN 9780824828844
- Mair, Victor H; Chen, Sanping; Wood, Frances (2013). Chinese Lives: The People Who Made a Civilization. Thames & Hudson. ISBN 978-0500251928

大間知知子 訳『96人の人物で知る中国の歴史』原書房、2017年。ISBN  978-4562053766。